# Szata (powieść)
Szata (org. The Robe) – powieść historyczna autorstwa amerykańskiego pisarza Lloyda Cassela Douglasa, wydana w 1942, której fabuła osadzona jest w realiach Palestyny I wieku.
Powieść Douglasa była najlepiej sprzedającym się tytułem lat 40. XX wieku w Ameryce. Przez rok była na pierwszej pozycji na liście bestsellerów dziennika The New York Times.

## Fabuła
W wyniku intryg na dworze cesarskim w Rzymie trybun Marcellus Gallio zostaje wysłany jako generał do Palestyny. Tutaj podczas święta Paschy widzi wjeżdżającego do Jerozolimy na osiołku Jezusa z Nazaretu. Potem jest świadkiem jego śmierci na Golgocie i to jemu przypada podczas losowania przywilej zagarnięcia tytułowej szaty skazanego Chrystusa. W czasie uczty na dworze Poncjusza Piłata Marcellus wkłada na siebie Chrystusową szatę. To wydarzenie zmienia jego życie. Rozpocznie poszukiwania uczniów Mistrza z Nazaretu, by poznać prawdę o tym człowieku.

## Polskie wydania
- 1956, tomy I i II, przekład Wiesława Pisarczyka, Londyn, Katolicki Ośrodek Wydawniczy "Veritas"
- 1976, przekład Marii Skibniewskiej, Warszawa, Pax, 24 wydania do 2014, m.in. w serii Feniks ISBN 83-211-0966-7

## Ekranizacje
Filmową adaptację pt. Szata nakręcił w 1953 hollywoodzki reżyser Henry Koster. W rolę Marcellusa Gallia wcielił się Richard Burton. Obraz ten został nagrodzony dwoma Oscarami w 1954: za scenografię oraz za kostiumy.